# Duosperma nudantherum
Duosperma nudantherum là một loài thực vật có hoa trong họ Ô rô. Loài này được (C.B.Clarke) Brummitt mô tả khoa học đầu tiên năm 1974.